# سیارک ۵۰۷۸

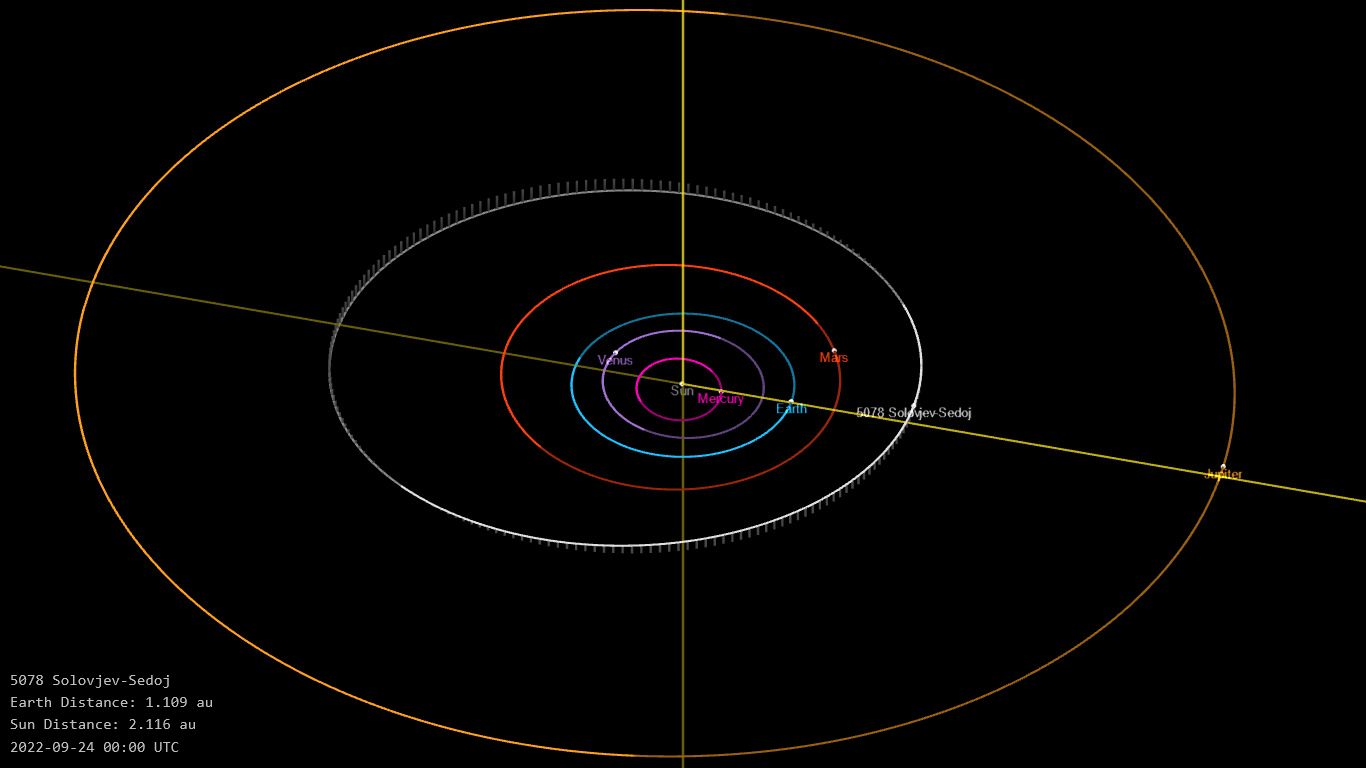
نمایی از محل قرارگیری سیارک ۵۰۷۸ در مدار – ۲۰۲۲

سیارک ۵۰۷۸ (به انگلیسی: 5078 Solovjev-Sedoj، نامگذاری:1974SW) پنج هزار و هفتاد و هشتمین سیارک کشف شده‌است که در ۱۹ سپتامبر ۱۹۷۴ کشف شد.
قدر مطلق سیارک برابر ۱۳٫۶۰ است.